# Мармара (Балыкесир)
Ма́рмара (тур. Marmara) — район в провинции Балыкесир (Турция). В него входят такие острова Мраморного моря, как Мармара, Авша, Пашалиманы и ряд более мелких.

## История
В античные времена здесь располагалась колония Милетослуларка. В XV веке острова были завоёваны турками, которые стали жить здесь бок о бок с греками.

## Население
Национальный состав на 2018 год: греки - 76%, турки -  24%.